# Jean Louis Theodore Waubert de Puiseau
Jean Louis Theodore Waubert de Puiseau (Leeuwarden, 8 januari 1802 – Lemmer, 13 februari 1869) was een Nederlands notaris en muziekliefhebber en -bestuurder.
Hij was zoon van kostschoolhouder (Franse kostschool voor meisjes) te Leeuwarden Louis Marie Adelaide Waubert de Puiseau, uit het geslacht Waubert de Puiseau, van origine Frans) en Cornelie Jacoba Frese. Hijzelf was getrouwd met Elizabeth Christine van Genderen uit Demerary. 
Hij begon al op jonge leeftijd met openbare optredens en dan met name op de viool. Later breidde hij het arsenaal uit tot piano, cello, orgel en enkele blaasinstrumenten. Nadat hij zich als notaris in Lemmer had gevestigd richtte hij er een zangschool en het mannenkoor Frisia op. 
In 1829 was hij als afgezant en notaris uit Friesland betrokken bij de oprichting van de Maatschappij tot Bevordering der Toonkunst in de Herrnhutterskerk aan de Herengracht 248 te Amsterdam. Hij, lid van het “Ridderschap van Vriesland”, nam ook de leiding van de Friese afdeling op zich. Hij gaf in die hoedanigheid leiding aan het eerste concert dat onder de vlag van de MtBdT in 1835 werd gegeven. Het organiseren van concerten en orkesten werd niet veel later in handen gegeven van Louis Kufferath, maar in 1839 ging de Friese afdeling der Toonkunst ten onder. Ze werd in 1842 werd ze opgeheven om pas in 1923 een herstart door te maken onder leiding van Willem Zonderland.
Hij schreef een aantal werken waarvan Trois divertissements pour piano, Drei Lieder für Sopran (uitgegeven bij De Vletter, 1857, onder opus 39), Marche funèbre voor orkest en Marche triomphale (uitgegeven bij Roothaan, 1860) in de jaren tien van de 20e eeuw nog enige bekendheid genoten.